# 博克馬特利施托克山
47°6′2″N 8°57′31″E / 47.10056°N 8.95861°E

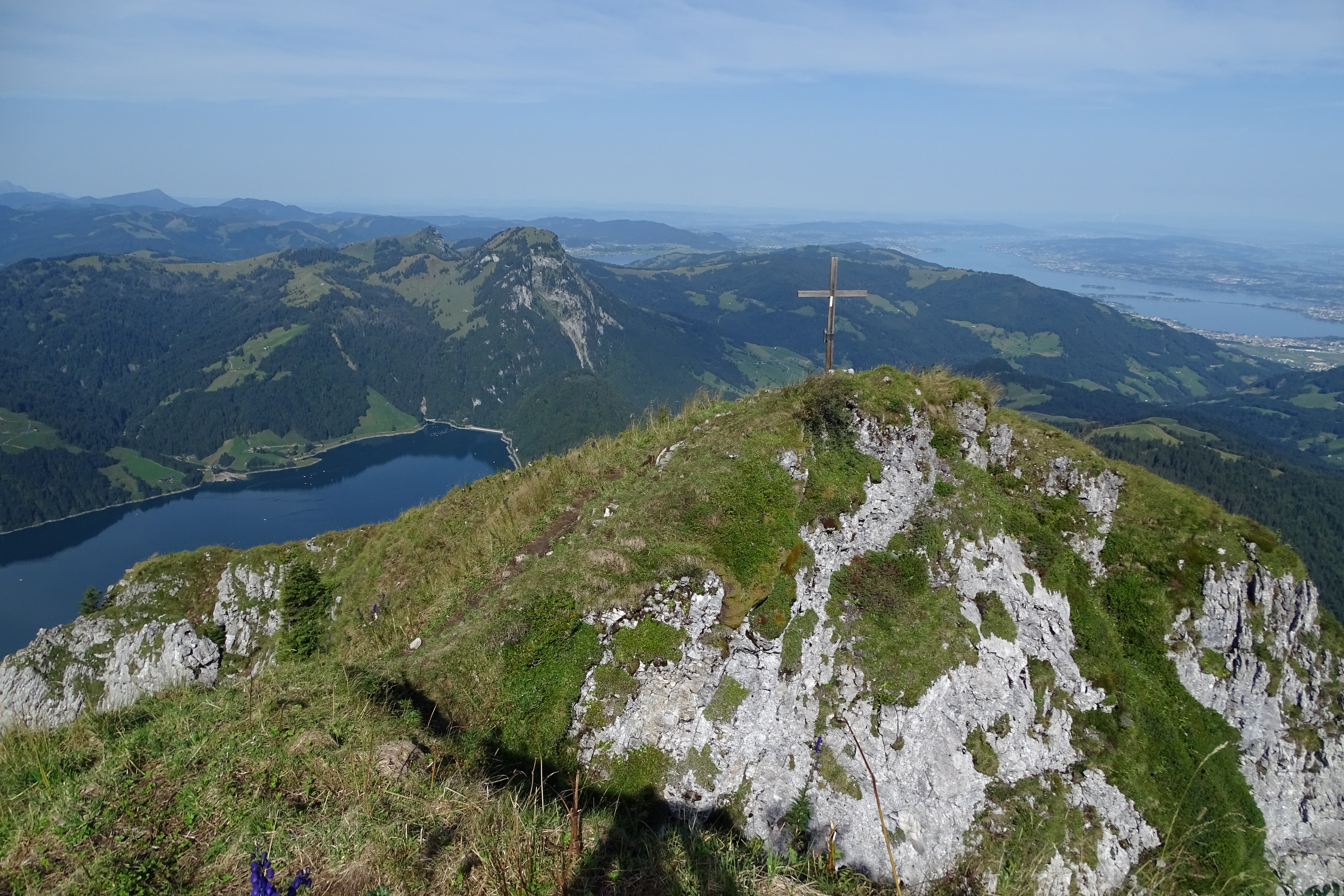

博克馬特利施托克山（Bockmattli），是瑞士的山峰，位於該國中部，由施維茨州負責管轄，屬於施維茨阿爾卑斯山脈的一部分，距離伯爾尼120公里，海拔高度1,931米，每年平均降雨量1,954毫米。